# El Sauzal
El Sauzal ist eine spanische Stadt im Nordosten der Kanareninsel Teneriffa. Ihre Einwohnerzahl beträgt 9.278 (Stand: 2024).
El Sauzal ist mit Santa Cruz de Tenerife über die Nordautobahn TF-5 verbunden. Die Stadt liegt westlich von Santa Cruz de Tenerife. Nachbargemeinden sind Tacoronte im Norden und Nordosten, El Rosario im Osten und Südosten und La Matanza de Acentejo im Süden und Westen.
Die Gemeinde hat eine Ausdehnung von 18,49 km² und liegt auf einer durchschnittlichen Höhe von 360 m über dem Meeresspiegel.

## Einwohner
| Jahr | Einwohner | Bevölkerungsdichte |
| ---- | --------- | ------------------ |
| 1991 | 6.258     |                    |
| 1996 | 7.034     |                    |
| 2001 | 7.689     | 427,2 Ew./km²      |
| 2002 | 8.006     |                    |
| 2003 | 8.267     | 451,5 Ew./km²      |
| 2004 | 8.178     | 442,3 Ew./km²      |
| 2005 | 8.317     |                    |
| 2014 | 8.998     | 486,6 Ew./km²      |
| 2022 | 9.005     | 491,8 Ew./km²      |

## Sehenswürdigkeiten

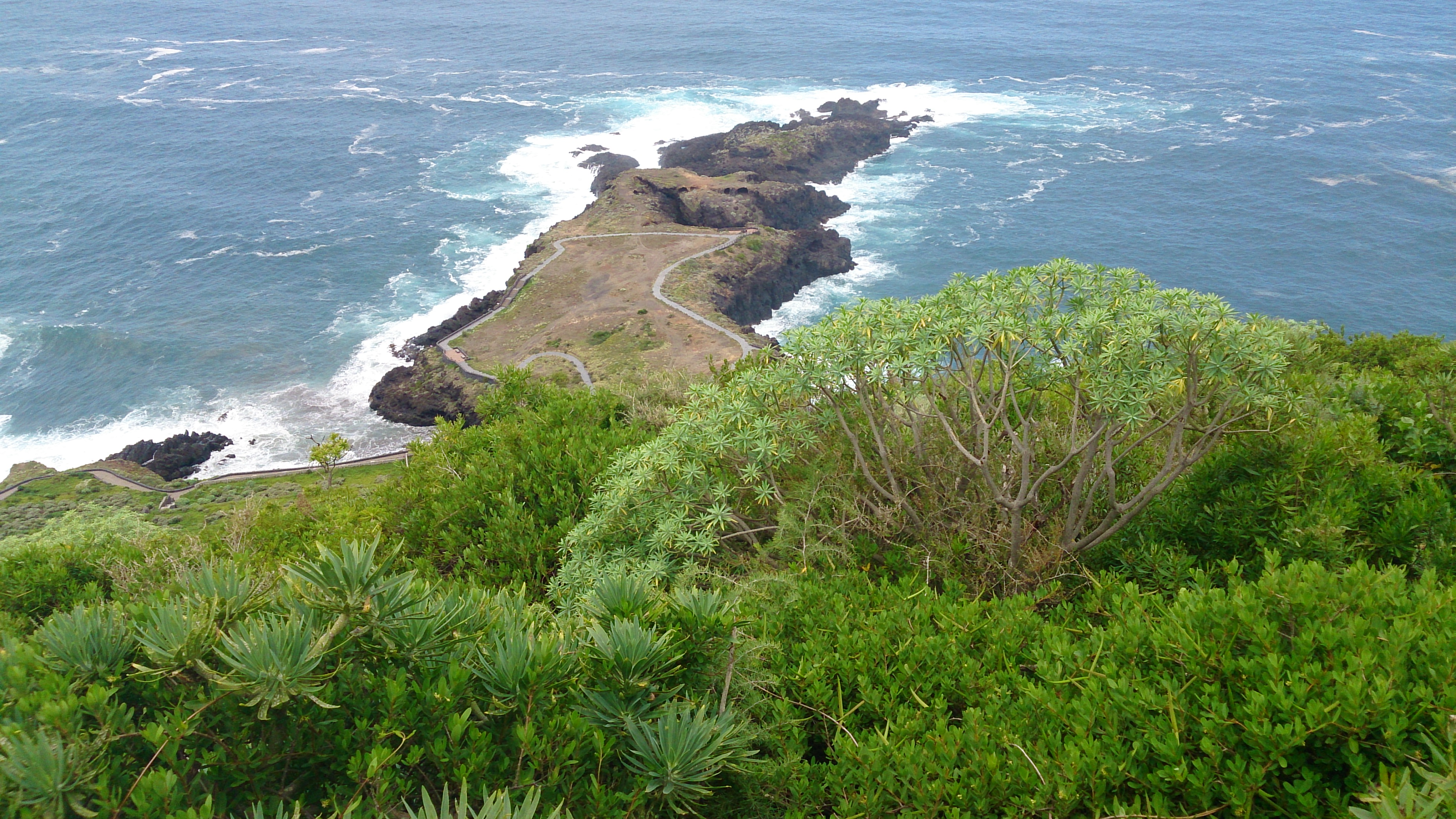
Blick vom Mirador de las Breñas

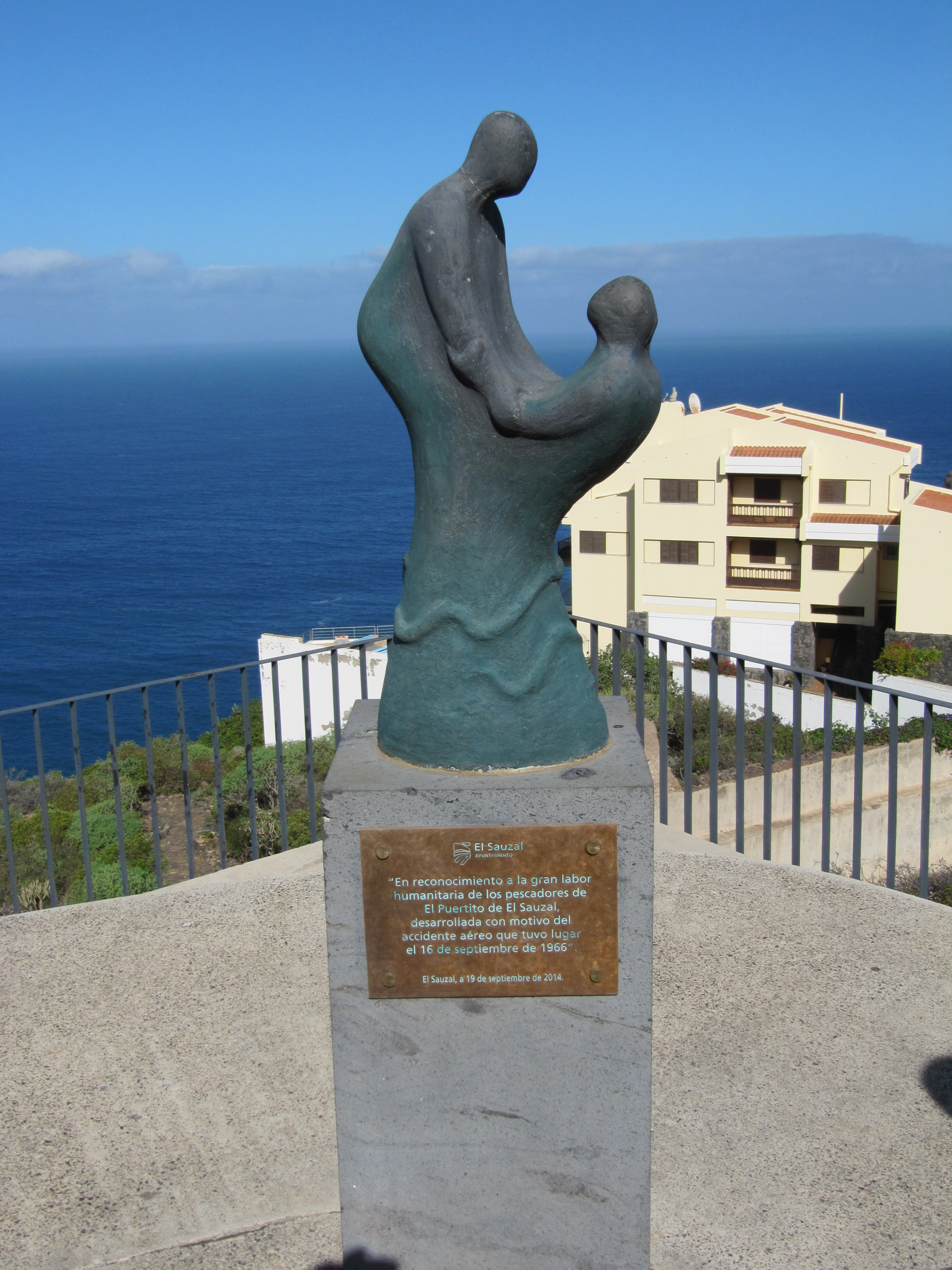
Denkmal am Mirador de Las Breñas

- La Casa del Vino La Baranda ist ein Museum und Informationszentrum über den Weinbau und andere landwirtschaftliche Aktivitäten auf der Insel Teneriffa.
- Aussichtspunkt Las Breñas und die Küstenpromenade von Acentejo. Vom Aussichtspunkt führt ein Wanderweg ca. 6 km in Serpentinen durch das Naturschutzgebiet zur Küstenpromenade und den Buchten von El Sauzal, wo das Baden allerdings nur für geübte Schwimmer zu empfehlen ist. Im Naturschutzgebiet konnten viele einzigartige Arten von Flora und Fauna erhalten bleiben wie zum Beispiel der Bulwersturmvogel und der gefleckte Hornklee. Der natürliche Bestand dieser Pflanze ist sogar nur auf dieses Naturschutzgebiet beschränkt. Der Weg beginnt und endet am Aussichtspunkt.[2]
- Denkmal am Mirador de Las Breñas für die 11 Fischer, die am 16. September 1966 vor der Küste von El Sauzal die Insassen des notgewasserten Iberia-Flugs 261 retteten.[3]
- Parque – Mirador de La Garañona. Der Aussichtspunkt befindet sich in 200 Meter Höhe auf einer Klippe mit Ausblick auf den schwarzen Sandstrand. Die Kliffküste zeichnet sich durch viele endemische Pflanzenarten aus.

## Soziale Einrichtungen
Das CADF El Sauzal (Centro de Atención a Personas con Discapacidad Física – Zentrum für Aufmerksamkeit gegenüber Menschen mit körperlichen Behinderungen) in El Sauzal hat seine Arbeit im Januar 2016 aufgenommen. Seitdem gehören Rollifahrer zum Stadtbild von El Sauzal. Sie fahren durch die Straßen oder sitzen in den zahlreichen Cafés. Das CADF ist eine öffentliche Einrichtung, die Pionierarbeit bei der Betreuung und Bereitstellung von sozio-gesundheitlichen Pflegediensten für Menschen mit körperlicher Behinderung leistet.
Erklärtes langfristiges Ziel ist die Förderung des individuellen und gemeinschaftlichen Wohlergehens aller Menschen, die darin leben und der Fachkräfte, die dort arbeiten.

## Persönlichkeiten
- María de León Bello y Delgado (1643–1731), Dominikanerin und Mystikerin